# San Mateo de Gállego
San Mateo de Gállego là một đô thị ở tỉnh Zaragoza, Aragon, Tây Ban Nha. Theo điều tra dân số 2004 của Viện thống kê Tây Ban Nha (INE), đô thị này có dân số là 2.381 người. Diện tích đô thị này là 72 ki-lô-mét vuông.Đô thị này nằm ở độ cao 281 m trên mực nước biển.
San Mateo de Gállego cách thủ phủ Zaragoza 24 km.